# Yun Bo-seon
Yun Bo-seon (Asan, 26 agosto 1897 – Seul, 18 luglio 1990) è stato un politico sudcoreano, secondo Presidente della Corea del Sud dal 1960 al 1962.

## Biografia
Nato ad Asan, nel Chungcheongnam-do, era nipote dell'attivista e politico Yun Chi-Ho, che si batté per l'indipendenza della Corea. Boseon si laureò all'Università di Edimburgo nel 1930; entrato in politica dopo la fine dell'occupazione giapponese della Corea nel 1945, divenne pupillo e braccio destro di Syngman Rhee, leader politico di frangia conservatrice e futuro primo Presidente della Corea del Sud.
Nel 1948 lo stesso Rhee lo nominò sindaco di Seul e appena un anno dopo venne eletto Ministro del Commercio e dell'Industria. Presto si allontanò dalle posizioni eccessivamente autoritario di Rhee, diventando successivamente Presidente della Croce Rossa prima di essere eletto nel 1954 deputato dell'Assemblea Nazionale. Ormai distaccatisi definitivamente dalle visioni politiche del suo antico maestro, Boseon fu il fondatore, insieme ad altri dissidenti, del Partito Democratico nel 1955.
A seguito della Rivoluzione d'aprile, una sommossa popolare contro il presidente Rhee guidata da studenti e lavoratori, Boseon venne eletto nuovo Presidente della Corea del Sud il 13 agosto 1960. La sua attività in qualità di Presidente fu meramente simbolica, in quanto, dopo il travagliato periodo di autoritarismo sotto Rhee, la Corea del Sud aveva trasferito gran parte dei poteri del Presidente al parlamento. Dopo il colpo di Stato di Park Chung Hee nel 1961, Boseon venne lasciato alla presidenza per dare al nuovo regime un manto di legittimità; tuttavia, il 22 marzo 1962 Boseon rassegnò le dimissioni dalla sua carica presidenziale.
In qualità di leader politico guidò le forze di opposizione al regime e si candidò per ben due volte alla carica di Presidente, nel 1963 e nel 1967, perdendo in entrambe le elezioni. Dopo essere stato condannato diverse volte con l'accusa di attività antigovernative per aver criticato pesantemente il trattato di normalizzazione tra Corea del Sud e Giappone del 1965, Boseon si ritirò definitivamente dalla politica nel 1980, dedicandosi alle attività culturali fino al giorno della sua morte nel 1990.